# Kunststoffgranulat

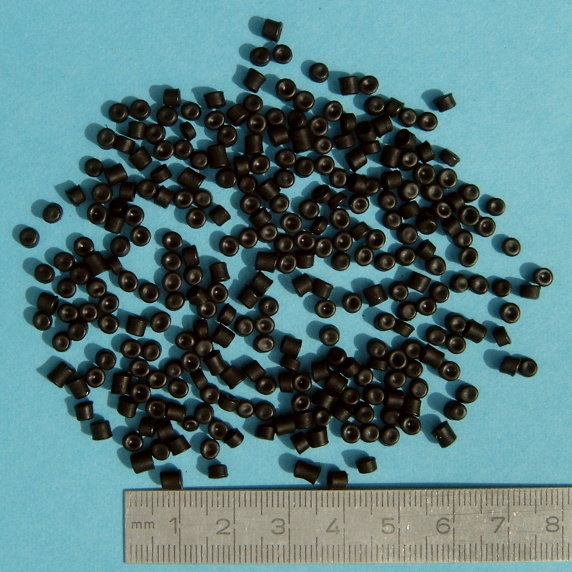
Granulat aus PE-LD mit Ruß als UV-Stabilisator

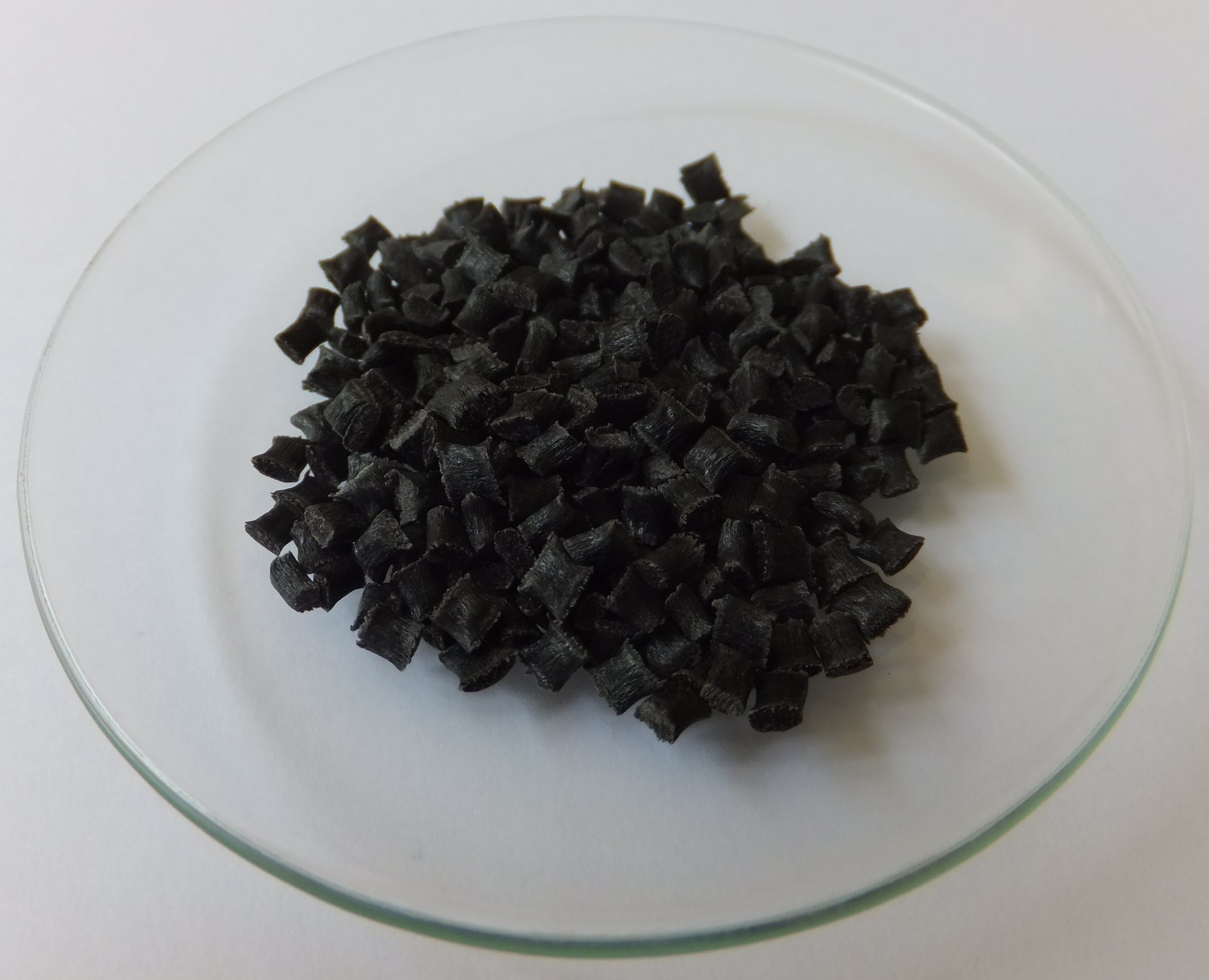
Polyamid-Granulat, Typ 4.10

Kunststoffgranulat ist die typische Lieferform von thermoplastischen Kunststoffen der Rohstoffhersteller für die kunststoffverarbeitende Industrie. Es ist wegen seiner Rieselfähigkeit ein Schüttgut wie Sand oder Kies und damit ebenso einfach wie diese zu transportieren. Es gibt aber auch sog. Schmelzgranulate für Endanwender. Häufig werden Kunststoffgranulate auch als Kunststoffpellets bezeichnet.

## Herstellung
Nach der Polymerisierung und ggf. Compoundierung liegt der Kunststoff im Extruder zunächst als Schmelze vor. Diese wird nun über Düsen zu Strängen geformt und in Luft oder Wasser abgekühlt. Anschließend schneidet ein rotierendes Messer die Stränge in wenige Millimeter lange Abschnitte, das Granulat. Dieses lässt sich nun in Rohrleitungen transportieren oder in Säcke oder andere Gebinde verpacken.

## Verwendung
Der Kunststoffverarbeiter verwendet das Granulat zum Spritzgießen oder für die Extrusion. In beiden Fällen wird es wiederum in einem Extruder durch Wärmeeinwirkung aufgeschmolzen und anschließend mit großem Druck in eine spezielle Form eingespritzt (Spritzguss), über Düsen geführt (Folienextrusion) oder als Kombination der beiden Verfahren in eine Form eingeblasen (Blasformen).
Aus Granulaten spezifizierter Korngrößenverteilung werden durch das Rotationsschmelzverfahren/Rotationsformen Hohlkörper hergestellt.

## Gummigranulate
Gummigranulate sind Granulate aus Kunstkautschuk, z. B. geschredderten Altreifen oder EPDM mit Korngrößen zwischen 1 und 3,3 mm die z. B. zu Elastizitätszwecken im Kunstrasen oder Laufbahnen verwendet werden.
Recycling-Granulat wird von der European Chemicals Agency (ECHA) als gesundheitlich unbedenklich eingestuft, wobei allerdings lediglich die lokalen potenziellen Auswirkungen von (u. a.) PAK auf Sporttreibende bewertet wurden.

## Umwelteinfluss

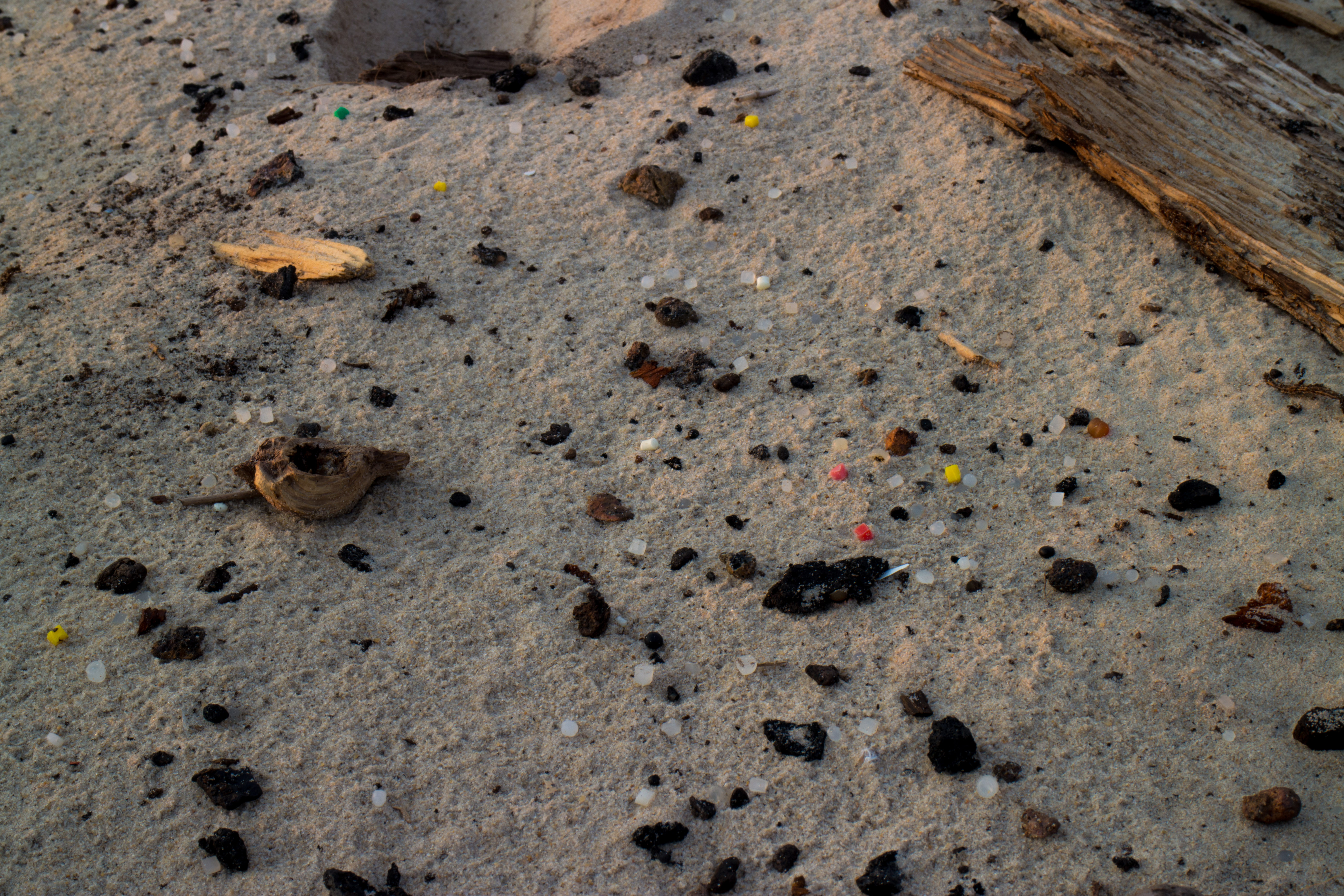
Kunststoffgranulat im Spülsaum auf Scharhörn

Kunststoffgranulat entweicht leicht der Produktions- und Verarbeitungskette in Gewässer und stellt einen großen Anteil des Mikroplastik- bzw. Plastikmülls in Meeren und an Küsten dar. Es findet sich dadurch auch häufig im Verdauungstrakt von Seevögeln und Meerestieren.